# Bujkovîci, Ivanîci
Bujkovîci (în ucraineană Бужковичі) este un sat în comuna Lukovîci din raionul Ivanîci, regiunea Volînia, Ucraina.

## Demografie
Componența lingvistică a localității Bujkovîci
     Ucraineană (99,57%)
     Alte limbi (0,43%)
Conform recensământului din 2001, majoritatea populației localității Bujkovîci era vorbitoare de ucraineană (99,57%), existând în minoritate și vorbitori de alte limbi.